# Karstquelle Gundlfing
Koordinaten: 48° 59′ 36,2″ N, 11° 40′ 34″ O
Die Karstquelle Gundlfing ist eine als Naturdenkmal ausgewiesene Karstquelle bei Riedenburg in Niederbayern.

## Beschreibung
Die Karstquelle liegt inmitten des Ortsteils Gundlfing. Sie wurde früher zum Betreiben einer Mühle genutzt. Die Quelle ist in einem gemauerten Becken gefasst. Ihre durchschnittliche Schüttung beträgt 35 l/s. Nach Starkregen können mehrere hundert Liter pro Sekunde aus dem Malmkalk austreten. Mit Hilfe von  Kontrastwasseruntersuchungen konnte ein Zusammenhang mit den Dolinen bei Riedenburg-Perletzhofen festgestellt werden. Der abfließende Mühlgrabenbach verläuft teilweise parallel zur Staatsstraße 2230 und mündet nach etwa 540 Metern in die Altmühl.

## Geotop
Die Karstquelle in Gundlfing ist vom Bayerischen Landesamt für Umwelt als wertvolles Geotop (Geotop-Nummer: 273Q002) und Naturdenkmal ausgewiesen.